# Saint-Denis (Gard)
Saint-Denis ist eine französische Gemeinde mit 292 Einwohnern (Stand: 1. Januar 2022) im Département Gard der Region Okzitanien (vor 2016 Languedoc-Roussillon). Saint-Denis gehört zum Arrondissement Alès und zum Kanton Rousson (bis 2015 Saint-Ambroix). Die Einwohner werden Saint-Denisiens genannt.

## Geografie
Saint-Denis liegt etwa 21 Kilometer nordöstlich von Alès am Cèze, der die Gemeinde im Süden begrenzt, in den Cevennen. Umgeben wird Saint-Denis von den Nachbargemeinden Saint-Victor-de-Malcap im Norden und Westen, Rochegude im Osten und Nordosten, Rivières im Südosten, Allègre-les-Fumades im Süden sowie Potelières im Süden und Südwesten.

## Bevölkerungsentwicklung
| Jahr                      | 1962 | 1968 | 1975 | 1982 | 1990 | 1999 | 2006 | 2013 |
| Einwohner                 | 208  | 176  | 144  | 177  | 190  | 194  | 208  | 273  |
| Quelle: Cassini und INSEE |      |      |      |      |      |      |      |      |

## Sehenswürdigkeiten

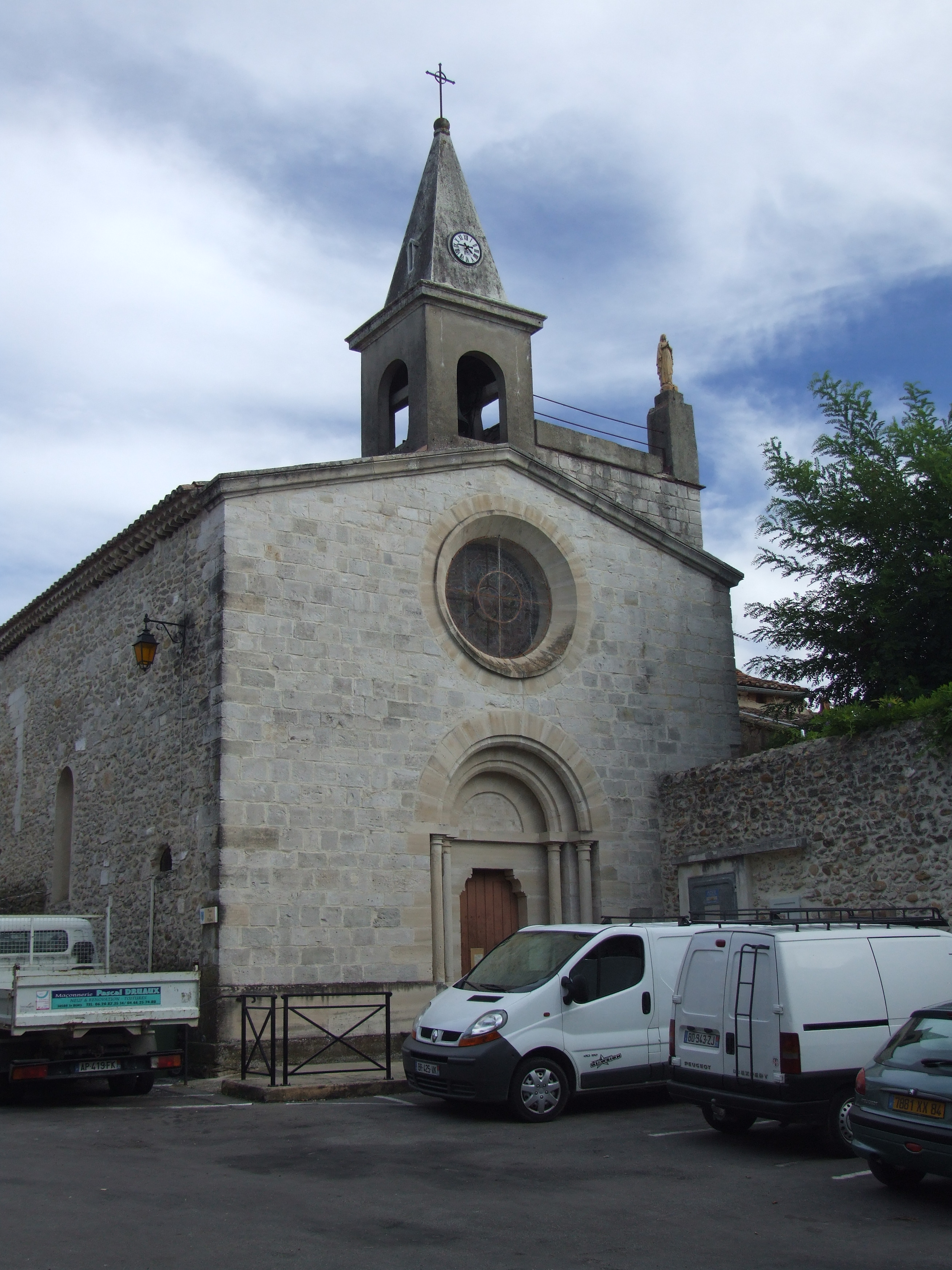
Kirche

- Kirche